# Jean d'Eu
Jean d’Eu († 26 juin 1170, abbaye de Foucarmont), comte d'Eu, est un vassal des ducs de Normandie, et un seigneur d'Hastings (Angleterre).

## Biographie
Jean d’Eu est issu de la famille des Richardides, famille descendante du duc de Normandie Richard Ier. Son père Henri Ier meurt en 1140, alors qu'il est probablement mineur. 
Jean obtient d'Étienne d'Angleterre les honneurs de Tickhill et Blyth (Yorkshire du Sud), étant un descendant de son propriétaire original, Roger Ier de Bully, par sa grand-mère paternelle Béatrice. Pour l'historien britannique J.C. Holt, il les perd après sa capture par Ranulf de Gernon, le comte de Chester à la bataille de Lincoln en février 1141. Mais pour l'historien David Crouch, cette interprétation est erronée étant fondée sur un document dont la date a été mal évaluée. Pour Crouch, le comte de Chester n'est jamais en possession de ces honneurs (tout au plus d'une partie), et il ne mentionne pas Jean d'Eu à la bataille de Lincoln, le supposant mineur.
En 1148, il rend à Hilaire, l'évêque de Chichester, des terres appartenant à son diocèse que son père avait usurpées pendant le règne troublé d'Étienne.
La ville d'Eu lui est redevable de la confirmation de ses premiers privilèges, qu'il augmente notablement par une charte datée de 1151, qui reprend les mêmes coutumes que la ville de Saint-Quentin (Aisne) . 
Jean d’Eu se marie avec Alice[réf. nécessaire], fille de Guillaume d'Aubigny (1er comte d'Arundel) († 12 octobre 1176), maître bouteiller de la maison royale et 1er comte d'Arundel, un baron anglo-normand et d’Adélaïde de Louvain, veuve du roi Henri Ier d'Angleterre.
Comme son père, il devient chanoine à l'abbaye d'Eu , où il meurt le 26 juin 1170, après avoir consacré le reste de ses jours à l'état monastique. Le fils est placé dans le tombeau de son père, derrière l'autel.
Au moment de la destruction de l'abbaye de Foucarmont en 1791, Louis Jean Marie de Bourbon, duc de Penthièvre, comte d'Eu, fait réclamer les restes des comtes Henri et Jean. Le duc de Penthièvre les fait déposer, paraît-il, dans la chapelle du château de Bizy.[réf. nécessaire]
Jean doit se réfugier pendant l'été 1167 à Drincourt (devenu Neufchâtel-en-Bray) lors de l'invasion de ses domaines par les troupes de Louis VII, allié du comte de Flandre

### Mariages et descendance
Jean d'Eu épousa Alice d'Aubigny, fille de Guillaume d'Aubigny († 1176), 1er comte d'Arundel, et d'Adélaïde de Louvain, veuve de Henri Ier d'Angleterre . Ils eurent :
1. Henri II d'Eu, 6e comte d'Eu, seigneur d'Hastings, né après 1149, mort le 16 ou 17 mars 1183 ; marié à Mathilde de Warenne, dont 4 enfants, parmi lesquels Alix († mai 1246), comtesse héritière d'Eu, qui épousa, en 1190 ou 1191, Raoul Ier d'Exoudun de la maison de Lusignan ;
2. Robert (†  1191, à Acre) ;
3. Mathilde d'Eu († 1212), épouse Henri d'Estouteville, seigneur de Valmont[10].